# Julieta Villalpando Riquelme
Julieta Villalpando Riquelme (Ciudad de México, 2 de mayo de 1970) es una política mexicana, miembro actual del partido Movimiento Regeneración Nacional (Morena), y con anterioridad del Partido Acción Nacional (PAN), del Partido Encuentro Social (PES) y del Partido del Trabajo (PT). Ha sido presidenta municipal de Coacalco, diputada al Congreso del Estado y es diputada federal para el periodo de 2024 a 2027.

## Biografía
Es licenciada en Ciencias de la Comunicación egresada del Instituto Tecnológico y de Estudios Superiores de Monterrey (ITESM) y maestra en Administración Pública por la Universidad del Valle de México (UVM). Tiene estudios de diplomados en Formación de Márketing Político, y en Liderzgo Efectivo.
Como miembro del PAN desde 1998, es postulada candidata de dicho partido a presidenta municipal de Coacalco de Berriozábal en las elecciones estatales de 2003 y en la que resultó triunfadora con el 40.11% de los votos, frente al 37.91% de Héctor Guevara Ramírez candidato de la coalición Alianza para Todos. Ejerció la presidencia municipal entre el 18 de agosto de 2003 y el 17 de agosto de 2006, en 2006 fue detenida durante algunas horas por acusaciones de extorsión presentadas por su antecesor, Alejandro Gamiño Palacios.
De 2010 a 2014 fue gerente general en la secretaría del Agua del gobierno del estado de México encabezado por el gobernador Eruviel Ávila Villegas y de 2016 a 2017 asesora del gobierno municipal de Naucalpan de Edgar Olvera Higuera. Renunció al PAN y se unió al PT en 2018, que en las elecciones de ese año la postuló como candidata de la coalición Juntos Haremos Historia a diputada local por el Distrito 13 local; triunfó en la elección y representó el distrito en la LX Legislatura del Congreso del Estado de México de 2018 a 2021. En ella fue vocal de la Junta de Coordinación Política; y, presidenta de la comisión de Seguimiento de la Operación de Proyectos para Prestación de Servicios.
Durante este cargo, en 2019 renunció al PT y se unió al PES, que la nombró como su coordinadora parlamentaria en la misma legislatura. Tras la desaparición del PES, en 2021 se unió a Morena, que en las elecciones federales de 2024 la postuló como parte de la coalición Sigamos Haciendo Historia a diputada federal por el Distrito 6 del estado de México; resultó elegida con el 51.70% de los votos, frente al 31.33% de su opositora Ali Sayuri Núñez Meneses que buscaba la reelección en el cargo postulada por la coalición Fuerza y Corazón por México. En la LXVI Legislatura que tendrá término en 2027, es secretaria de la Mesa Directiva.